# António de Noli
Antonio de Noli (sinh năm 1415 hoặc có thể là năm 1419) là một nhà quý tộc và nhà hàng hải người Genoa ở thế kỷ 15, và là thống đốc đầu tiên của vùng thuộc địa thuộc châu Âu đầu tiên tại Châu Phi hạ Sahara. Ông đã phát hiện một vài hòn đảo thuộc quần đảo Cabo Verde dưới danh nghĩa của Henrique Nhà hàng hải, và được vua Afonso V bổ nhiệm làm thống đốc đầu tiên của Cape Verde. Trong hầu hết các sách địa lý, hoặc trong bách khoa toàn thư, cũng như thông tin chính thức của chính phủ hay các bài viết và tài liệu lịch sử của Cabo Verde đều gọi ông là Antonio de Noli. Ở Ý, ngoài tên Antonio da Noli, đôi khi ông còn được gọi là  Antoniotto Usodimare.